# Cincinnati Stingers
Cincinnati Stingers byl profesionální americký klub ledního hokeje, který sídlil v Cincinnati ve státě Ohio. V letech 1975–1979 působil v profesionální soutěži World Hockey Association. Stingers ve své poslední sezóně v WHA skončily ve čtvrtfinále play-off. Své domácí zápasy odehrával v hale Riverfront Coliseum s kapacitou 14 453 diváků. Klubové barvy byly černá a žlutá.

## Historie
V roce 1974 dostali povolení k účasti v soutěži WHA. Do soutěže vstoupili až v sezoně 1975–76 společně s týmem Denver Spurs. Většina stávajících týmů ligy nebyla finančně stabilních, Stingers byl právě finančně stabilním týmem a byl jeden z pěti týmů pro rozšíření soutěže WHA. V létě 1979 byli ve fázi mezi WHA a NHL, k přestupu některých týmů do ligy NHL, včetně všech tří kanadských týmů WHA, i když jejich návštěvnost byla podprůměrná, vedení soutěže chtělo setrvání klubu Cincinnati Stingers. Později byli společně s týmem Birmingham Bulls vyplaceni a rozpuštěni kvůli ukončení soutěže WHA.
V klubu Cincinnati Stingers působili hráči, kteří se později proslavili v NHL např.: Mike Gartner, Mark Messier nebo Mike Liut.
Během čtyř let působení v lize WHA postoupili dvakrát do playoff, pokaždé vypadli hned ve čtvrtfinále. Po ukončení soutěže WHA se připojili k lize CHL, z předešlé sezony zůstali pouze tři hráči. Po 33 odehraných zápasech byl tým rozpuštěn.
Největší návštěvnost v historii Cincinnati Stingers se byla 11. března 1978, na zápas se přišlo podívat 13 951 fanoušků, kteří viděli vyhrát svůj tým 2:0 nad týmem Edmonton Oilers. Naopak nejmenší návštěvnost v historii zaznamenali 4. ledna 1978 proti týmu Houston Aeros, zápas skončil výhrou domácích 5:3.

## Umístění v jednotlivých sezonách
Stručný přehled
Zdroj: 
- 1975–1977: World Hockey Association (Východní divize)
- 1977–1979: World Hockey Association
- 1979–1980: Central Professional Hockey League

Jednotlivé ročníky
Zdroj: 
Legenda: Z – zápasy, V – výhry, VP – výhry v prodloužení, R – remízy, P – porážky, PP – porážky v prodloužení, VG – vstřelené góly, OG – obdržené góly, +/− – rozdíl skóre, B – body, KPW – Konference Prince z Walesu, CK – Campbellova konference, ZK – Západní konference, VK – Východní konference, fialové podbarvení – reorganizace, změna skupiny či soutěže
| USA / Kanada (1975 – 1980) |                       |        |                                               |                                               |                                               |                                               |                                               |                                               |                                               |                                               |                                               |                                               |        |             |
| Sezóny                     | Liga                  | Úroveň | Z                                             | V                                             | VP                                            | R                                             | PP                                            | P                                             | VG                                            | OG                                            | +/−                                           | B                                             | Pozice | Play-off    |
| 1975/76                    | WHA (Východní divize) | –      | 80                                            | 35                                            | –                                             | 1                                             | –                                             | 44                                            | 285                                           | 340                                           | −55                                           | 71                                            | 4.     | –           |
| 1976/77                    | WHA (Východní divize) | –      | 81                                            | 39                                            | –                                             | 5                                             | –                                             | 37                                            | 354                                           | 303                                           | +51                                           | 83                                            | 2.     | Čtvrtfinále |
| 1977/78                    | WHA                   | –      | 80                                            | 35                                            | –                                             | 3                                             | –                                             | 42                                            | 298                                           | 332                                           | −34                                           | 73                                            | 7.     | –           |
| 1978/79                    | WHA                   | –      | 80                                            | 33                                            | –                                             | 6                                             | –                                             | 41                                            | 274                                           | 284                                           | −10                                           | 72                                            | 5.     | Čtvrtfinále |
| 1979/80                    | CHL                   | –      | Klub se odhlásil ze soutěže v průběhu sezóny. | Klub se odhlásil ze soutěže v průběhu sezóny. | Klub se odhlásil ze soutěže v průběhu sezóny. | Klub se odhlásil ze soutěže v průběhu sezóny. | Klub se odhlásil ze soutěže v průběhu sezóny. | Klub se odhlásil ze soutěže v průběhu sezóny. | Klub se odhlásil ze soutěže v průběhu sezóny. | Klub se odhlásil ze soutěže v průběhu sezóny. | Klub se odhlásil ze soutěže v průběhu sezóny. | Klub se odhlásil ze soutěže v průběhu sezóny. | 9.     | –           |

## Celkové klubové rekordy
Odehrané zápasy: 270, Rick Dudley
Góly: 131, Rick Dudley
Asistence: 146, Rick Dudley
Body: 278, Rick Dudley
Trestné minuty: 516, Rick Dudley
Odchytané zápasy: 77, Normand LaPointe
Odchytané vítězství: 31, Mike Liut a Michel Dion
Čistá konta: 4, Michel Dion